# Skärgårdsflottan
Skärgårdsflottan, officiellt Arméns flotta, var ett vapenslag i Sverige mellan åren 1756 och 1823. Den bildades av den förutvarande galärflottan och var skild från den egentliga örlogsflottan samt var uteslutande avsedd till skärgårdens och den inre kustens försvar. 
Galärflottan var en flotta som byggdes till följd av ryska galärers härjningar 1719–1721. Innan dess fanns dock i Stockholm en skepps- och galleje-eskader.
Skärgårdsflottan slogs 1823 samman med örlogsflottan och ingick i skärgårdsartilleriet mellan 1866 och 1873 då den åter sammanslogs med örlogsflottan. Senare kom de flesta av örlogsflottans fartyg att uppträda såväl inomskärs som i öppna sjön.

## Bakgrund
Efter freden i Nystad 1721 blev man varse behovet av en snabbrörlig marin enhet som kunde ta sig fram i kustnära vatten. En eskader inom flottan, Stockholmseskadern, sattes upp för att möta behovet. Efter hattarnas ryska krig visade det sig att eskadern var för liten för att möta det ryska hotet. En officiell arméflotta planerades efter studier av galärer i Medelhavet, framför allt schebecker, snabba farliga piratfartyg som var vanliga i nordafrikanska farvatten. De svenska galärerna fick dock en annan utformning; framför allt var de mindre.
Efter nederlagen i kriget mot Ryssland beslutade en kommission 1747 att försvaret i öst behövde stärkas genom att bygga ut fästningar i sydöstra Finland och att bygga upp en stark skärgårdsflotta. I den frågan var den tidigare artilleriofficeren Augustin Ehrensvärd drivande och kommissionens slutsatser och beslut var i hög grad baserat på hans förslag om förbättringar. Ehrensvärd menade att en linjeflotta inte alls var lämplig för sjökrigföring i Östersjön och hade stöd i sin åsikt inom hattpartiet, vilket han tillhörde.

## Historik

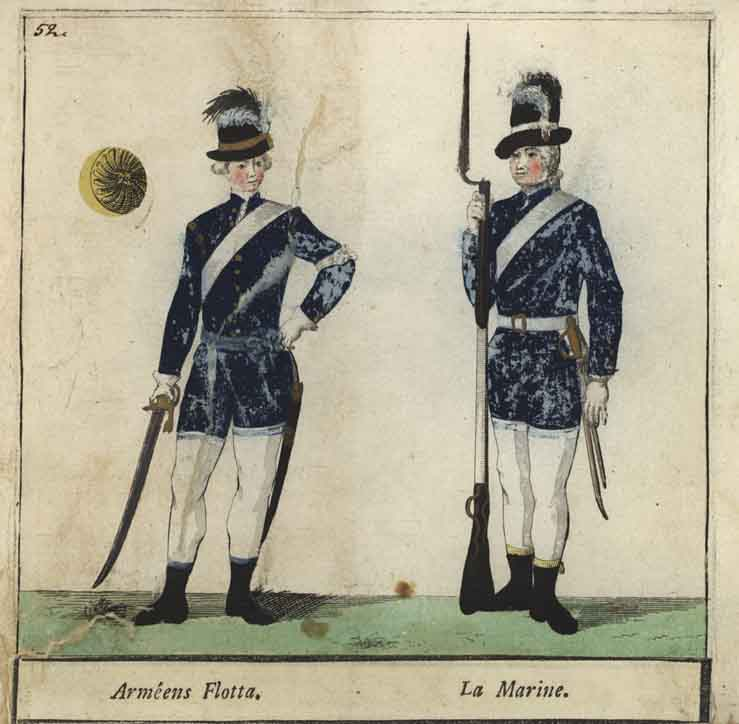
Uniform m/1779 för Arméns flotta.

Skärgårdsflottan lösgjordes från örlogsflottan och Amiralitetet, och den 18 oktober 1756 sattes den upp som en enhet lydande under Krigskollegium. Skärgårdsflottan bestod 1756 av galärer ordnade i Stockholmseskadern och Finska eskadern. Till högste chef utsågs general Augustin Ehrensvärd. Då Mössorna vid riksdagen 1765-1766 återfick makten beslutade man att börja avveckla skärgårdsflottan och Ehrensvärd tvingades bort som befälhavare. Vid 1769 års riksdag återvann hattarna regeringsmakten och Ehrensvärd fick tillbaka sin post och kunde fortsätta utvecklingen av organisationen.
Skärgårdsflottans galärfartyg blev ett segervapen i det pommerska kriget, där särskilt segern vid Slaget vid Frisches Haff 1759 mot Preussen visade dess styrka. Dock uppvisades även svagheter som dess korta aktionsradie. Fredrik Henrik Chapman (adlad "af Chapman" 1772) hade 1757 blivit anställd vid flottan och konstruerade nya fartygstyper som bättre skulle svara mot de nya krav som ställts på skärgårdsflottan. Ehrensvärd och Chapman lät bygga ett flertal av dessa nya fartygstyper vid varven i Sveaborg. År 1760 fick skärgårdsflottan egen status och på Ehrensvärds förslag namnet Arméns flotta eller de förenade skärgårdsflottorna.  
År 1766 bestämde det regerande Mösspartiet att skärgårdsflottan åter skulle lyda under Amiralitetskollegium. När Hattpartiet återfick makten 1770 hamnade den Finska eskadern återigen under Krigskollegium. Stockholmseskadern förblev, under benämningen galärflottan, en enhet under Amiralitetskollegium. Den 14 november gick galärflottan upp i skärgårdsflottan och tilldelades den svenska eskadern av arméns flotta medan styrkorna i Finland blev den finska eskadern av arméns flotta. År 1777 förenades dessa eskadrar till en kår under namnet Arméns flotta. Oavsett om skärgårdsflottan lydde under Amiralitetskollegium eller Krigskollegium var den bemannad av sjöofficerare och båtsmän medan soldater och artillerister hämtades från armén. 
Arméns flottas huvudstationer fanns i Stockholm och Sveaborg, men även mindre eskaderstationer etablerades med tiden. Dessa var bohuseskadern i Göteborg 1789, eskadern i Åbo 1793. En pommersk eskader förlades i Stralsund som 1807 flyttades till Landskrona, dessutom några mindre enheter i Malmö samt Kristina och Varkaus i Finland.
I Gustav III:s ryska krig 1788-1790 rönte skärgårdsflottan stor framgång, särskilt i det andra slaget vid Svensksund.
1823 slogs skärgårdsflottan samman med örlogsflottan till Kungl Maj:ts flotta eller Kungliga flottan och det är detta vapenslag som förvaltar dess traditioner.

## Uniform
Arméns flottas uniform följde ofta snittet för övriga uniformer i Krigsmakten och man följde således det rådande svenska militärmodet. Dock tillkom några detaljer som var särskilt utmärkande för vapenslaget.
Efter segern i slaget vid Svensksund bestämdes följande för uniformen;
- Officerare vid Arméns flotta skulle i likhet med officerarna vid Kungl. Maj:ts Liv- och Hustrupper bära ett sidenskärp om livet i blått och gult, något som kallades Svensksundsskärpet.
- Underofficerare och volontärer vid regementet skulle på hattens mössplåt bära konungens namnchiffer och under detta årtalet 1790. Detta för att i alla tider bevara minnet av sin utmärkta tapperhet och skicklighet.[5]

## Eskadrar

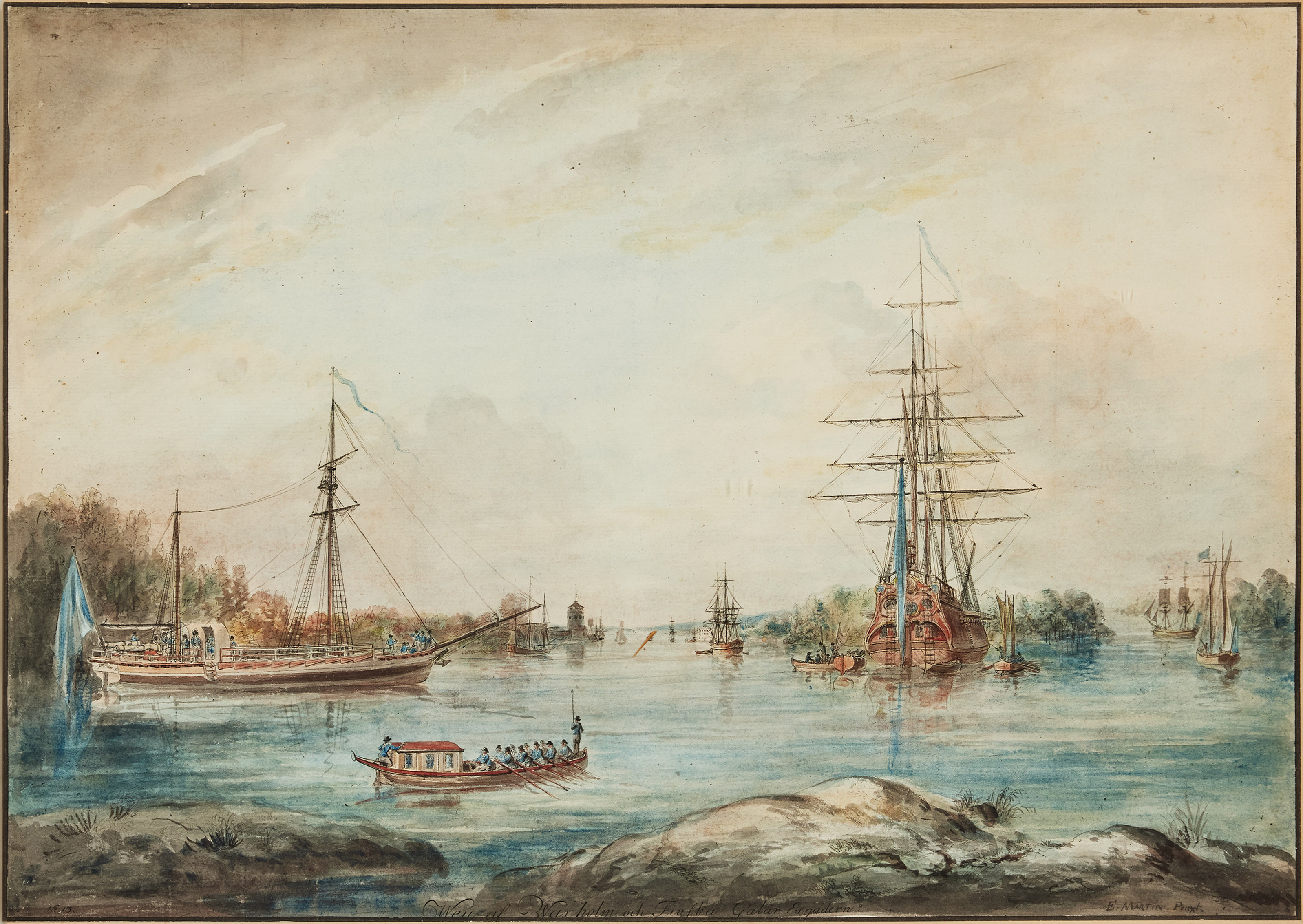
Den finska eskadern av Arméns flotta till ankars utanför Vaxholm, till höger om bildens mitt kan man se skärgårdsfregatten Björn Järnsida och till vänster en bestyckad galär. Akvarell utförd ca 1785 av Elias Martin.

1760 skapades två eskadrar inom Arméns flotta:
- Stockholms eskadern
- Finska eskadern

1762 hade en galäreskader skapats i Göteborg, men denna lades ner redan 1765. Under 1770-talet beslöts att eskadern på nytt skulle sättas upp, men det dröjde troligen till utbrottet av Gustav III:s ryska krig innan detta skedde.

### Bohuseskadern eller Göteborgseskadern
I samband med utbrottet av Gustav III:s ryska krig hade en rysk eskader gått till Köpenhamn, och västkusten var därmed hotad av ryska sjöstridskrafter. Den 16 augusti 1788 skrev landshövding Anders Rudolf du Rietz i Göteborg ett brev till Kungl. Maj:t att två ryska kaparfartyg hade bränt Råå, och han föreslog att en eskader skulle bildas med;
| ” | ...3 til 4 stycken däckade fartyg, med så grofva Canoner som de kunna bära... | „ |

Gustaf III beslöt i högkvarteret vid Kymmenegård den 22 augusti att styrkan skulle bildas och att överstelöjtnanten Jakob Törning uppdrogs att verkställa beslutet. I Törnings order stod det;
| ” | ...af där befintilige smärre fartyg söka om möjligt vore tillskapa en tjenlig skärgårds- flotta. | „ |

Den 14 oktober 1788 bestod eskadern av totalt 10 fartyg; 1 kanonslup, 4 skottpråmar, 1 barkass samt 4 armerade skärgårdsbåtar. Redan den 11 november samma år fick Törning order att bygga 8 kanonslupar ytterligare och dessa fartyg levererades i april 1789 till en kostnad av 12 000 riksdaler specie. I april 1790, innan förbandet avgick till krigsskådeplatsen i Finland bestod eskadern av totalt 22 fartyg samt hade en besättning och manskap uppgående till ca 1 300 man.
Bohuseskadern var förlagd till Nya Varvet i Göteborg.

## Fartygstyper
De nya fartyg som af Chapman ritade och Ehrensvärd lät konstruera kallades skärgårdsfregatter och byggdes i fyra typer som fick namn efter finska landskap: hemmema, turuma, udema och pojama. I Stralsund 1761 sjösattes det första av de nya fartygen, Norden av turumatyp. Andra fartygstyper som ingick i skärgårdsflottan var galärer, skottpråmar, kanonslupar, kanonjollar, kanonbarkasser och mörsarbarkasser.

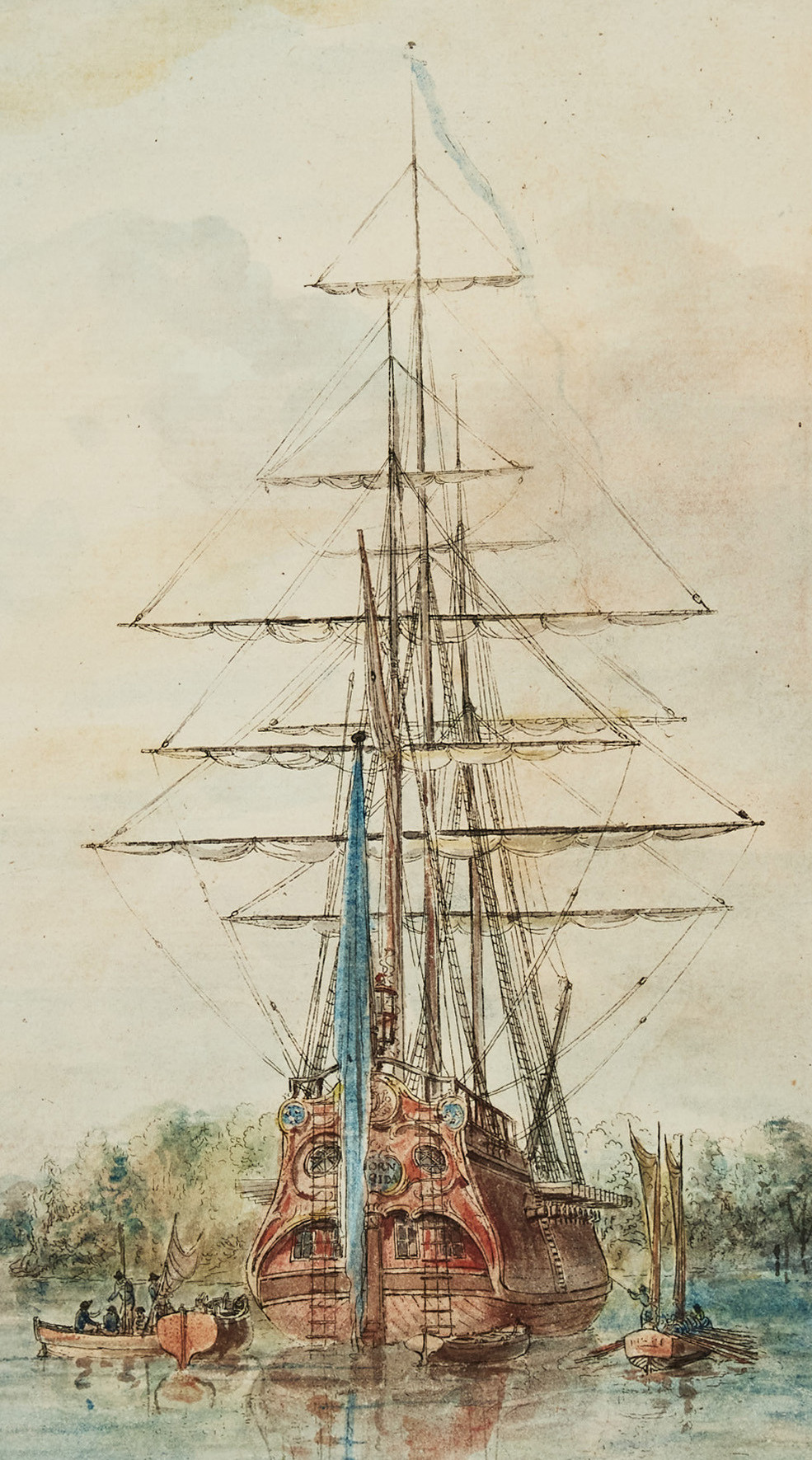
Turuma Björn Järnsida.
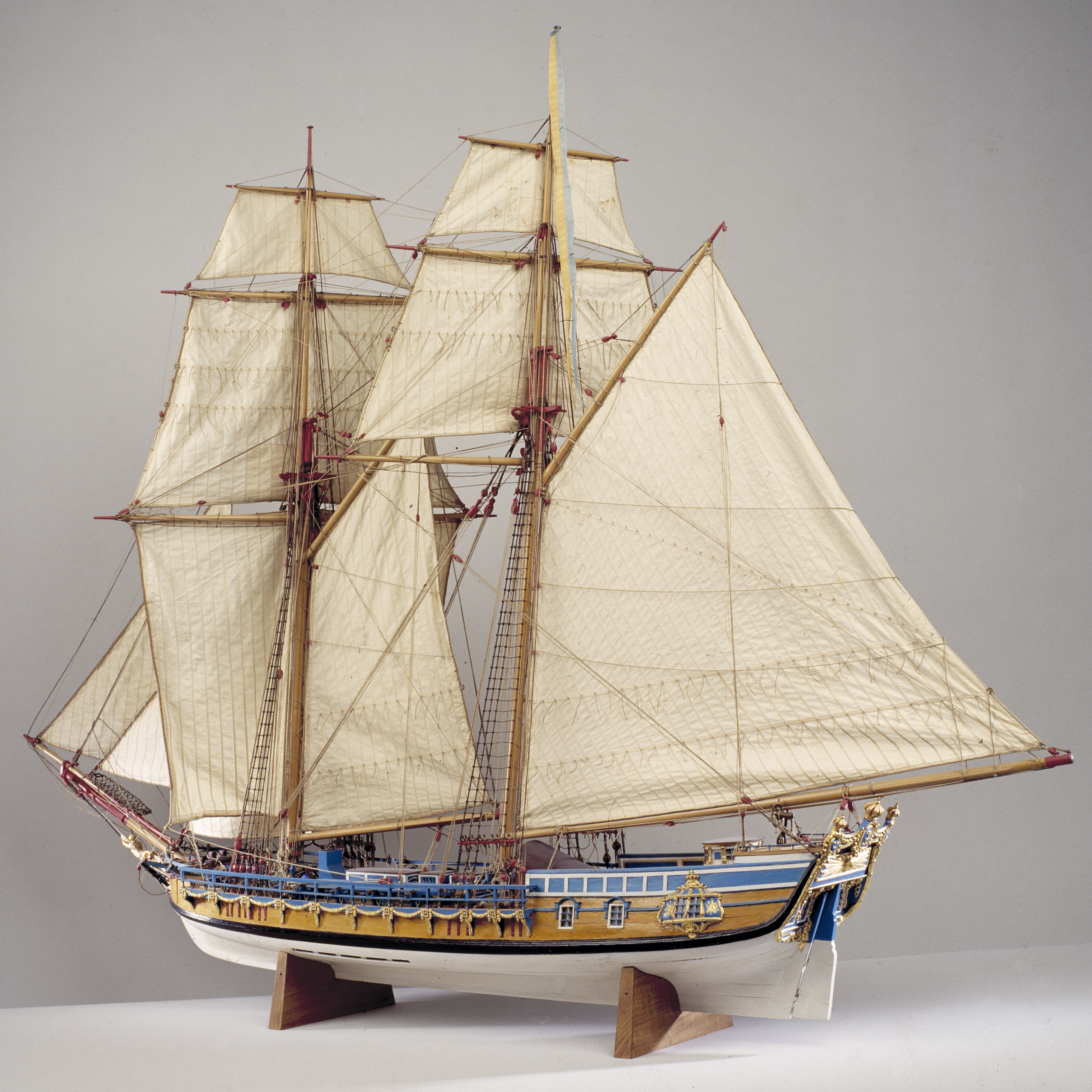
Turuma Amphion
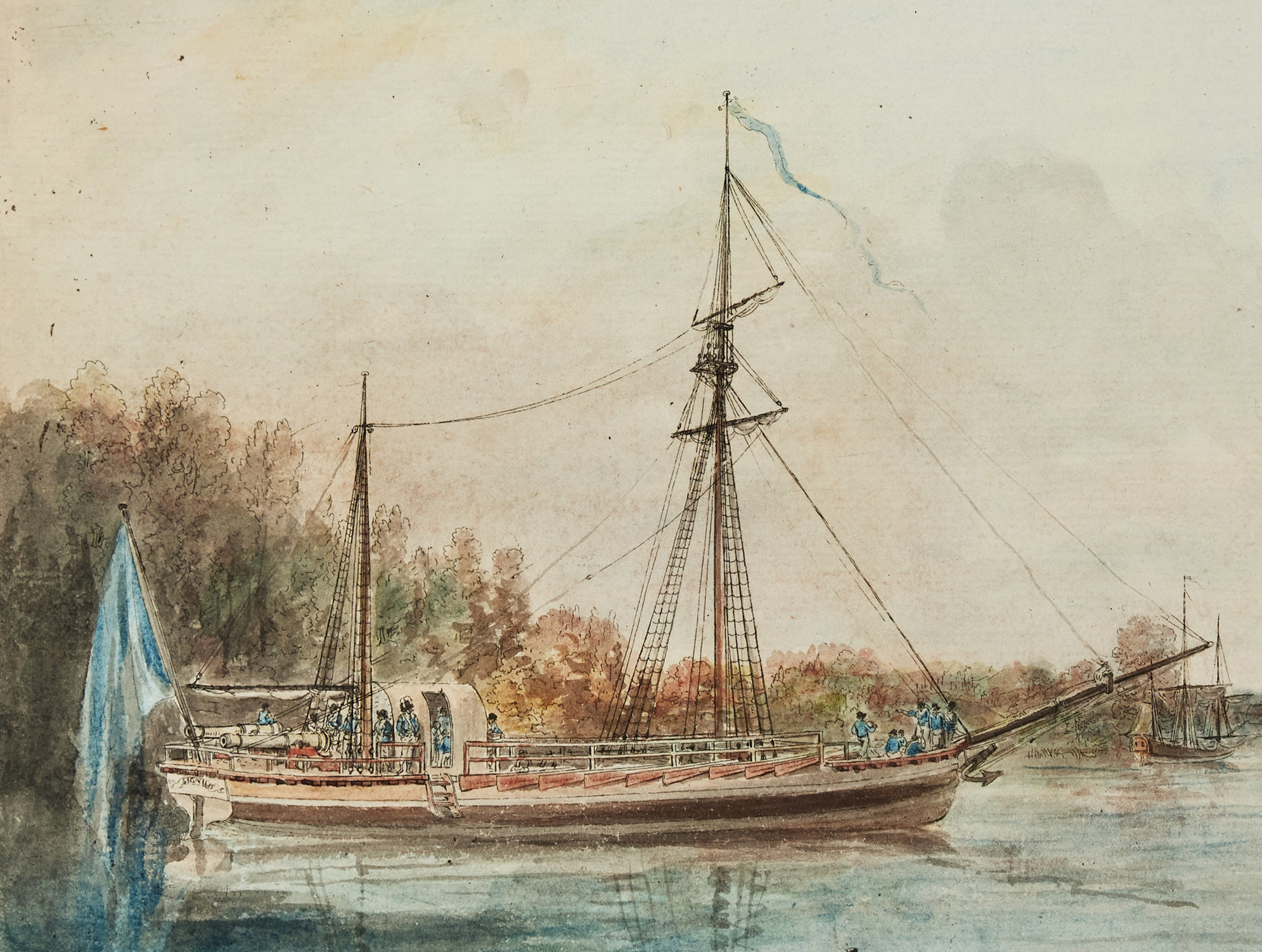
Galär inom Arméns flotta
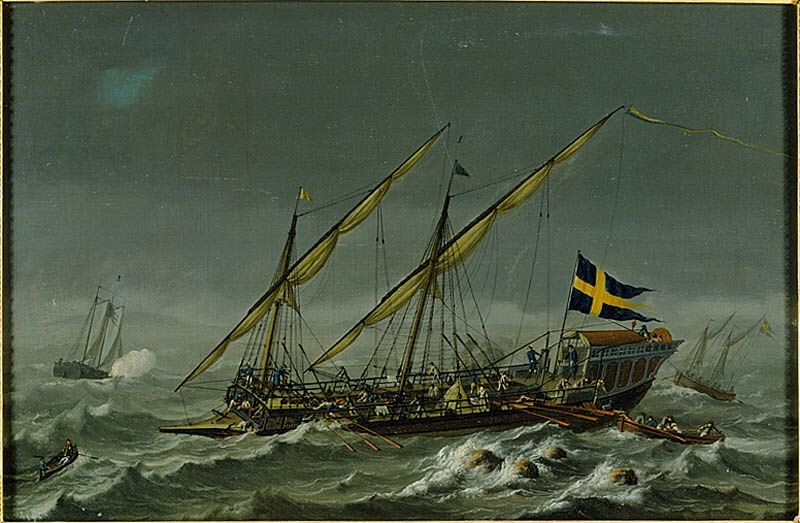
Galären Calmar
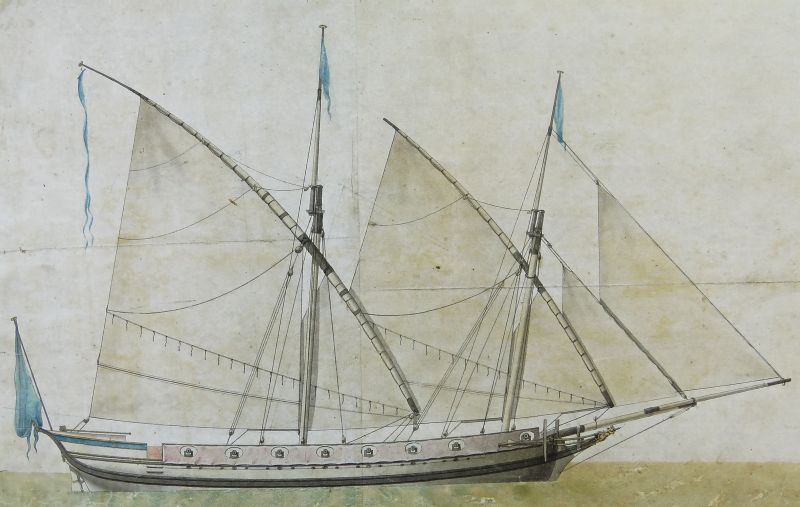
Ritning av en Pojama
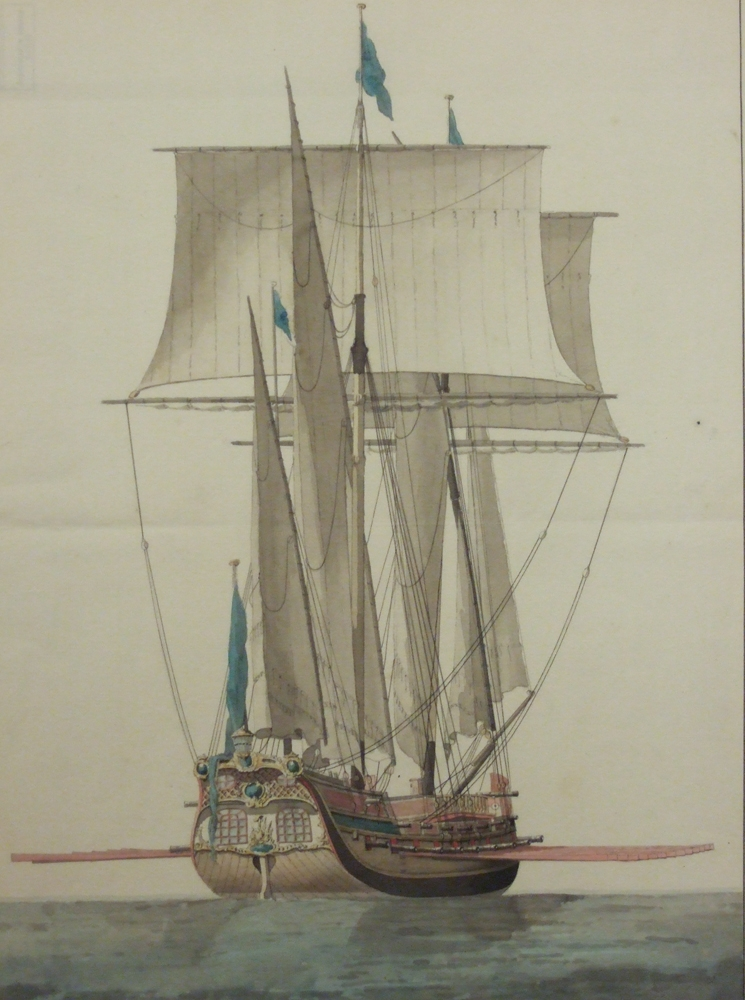
Hemmema Oden
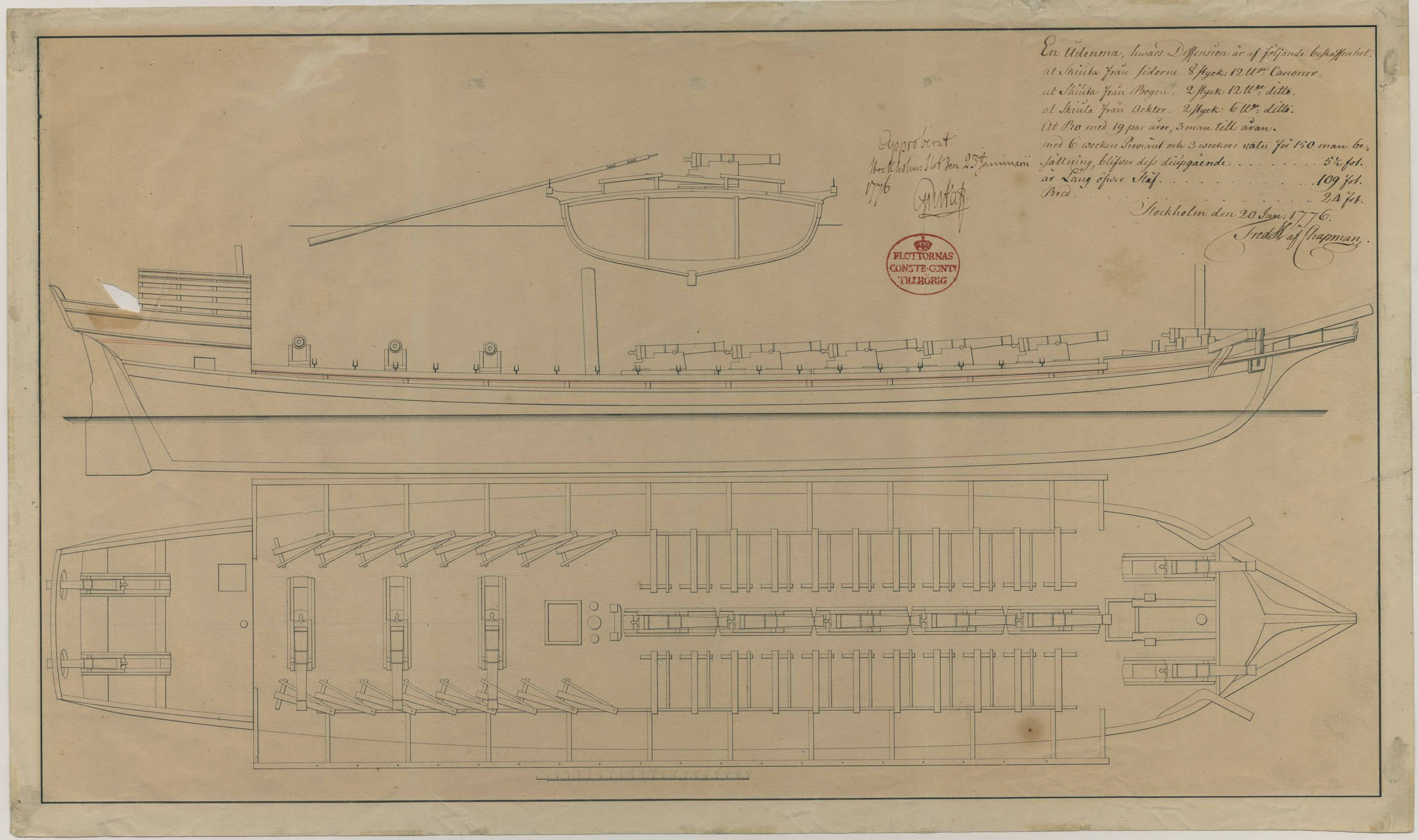
Ritning av en Udema
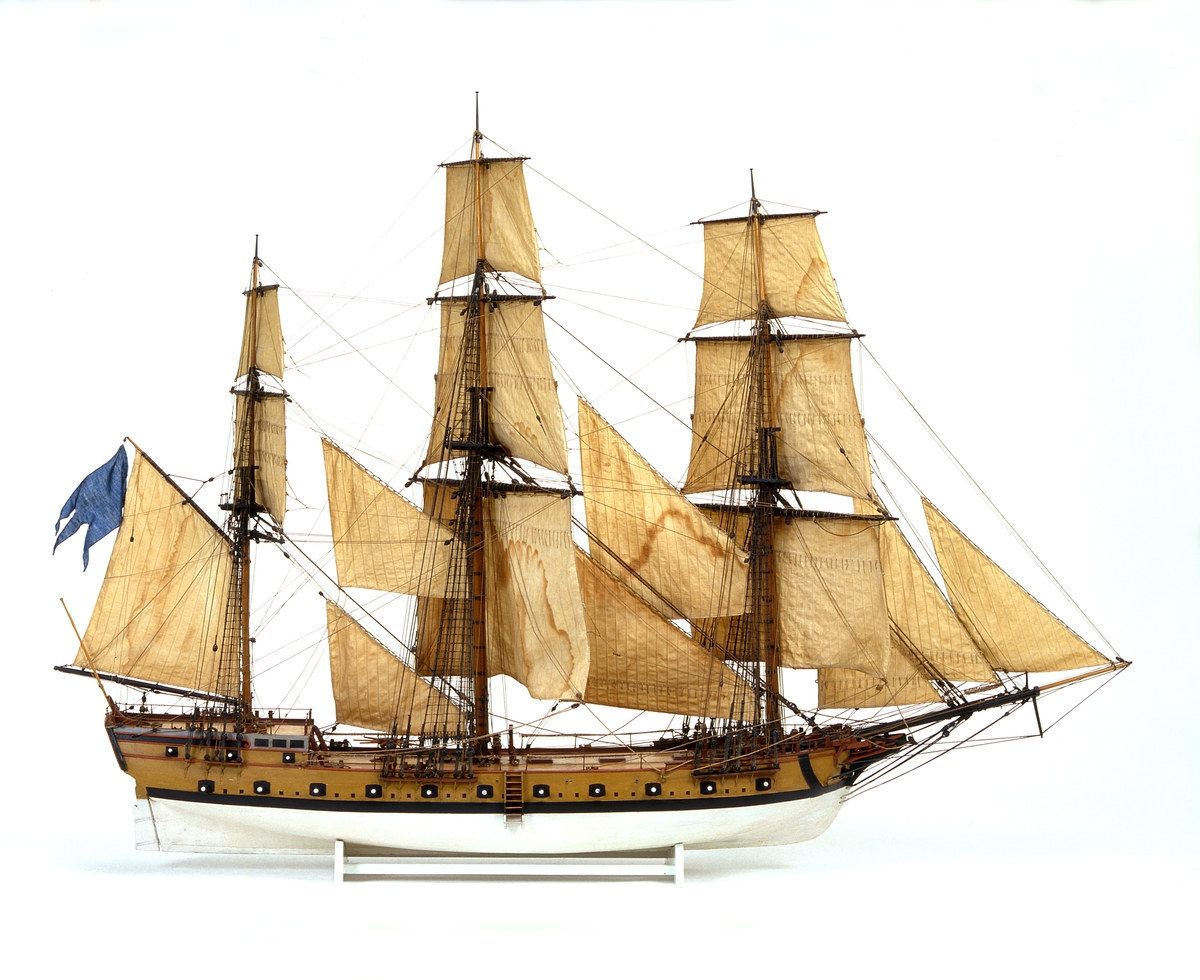
Modell av hemmeman Styrbjörn, utställd på Sjöhistoriska museet.
Fartygsmodell av en origgad kanonslup.
Modell av en kanonjolle.

## Skärgårdsflottans befälhavare
- Augustin Ehrensvärd,      1756 – 1766
- Christopher Falkengréen,  1767 – 1770
- Augustin Ehrensvärd,      1770 – 1772
- Henrik af Trolle,         1772 – 1784
- Carl August Ehrensvärd, 1784 - 1788
- Michael Anckarsvärd,      1788 – 1790
- Johan Gustaf Lagerbjelke, 1790 – 1811
- Victor von Stedingk,      1811 – 1823

## Bilder

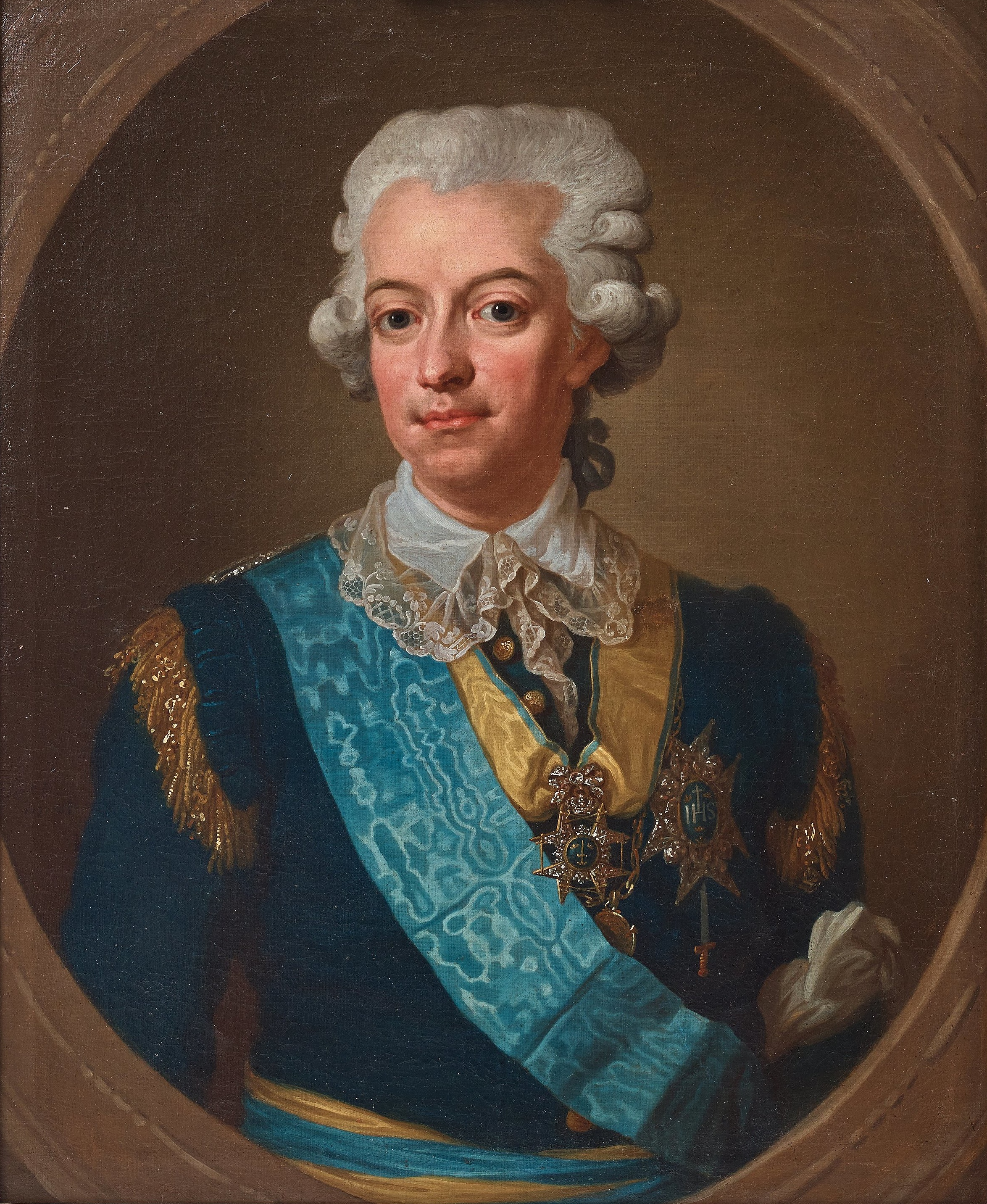
Gustav III iförd skärgårdsflottans uniform m/1779. Målning av Lorens Pasch den yngre.
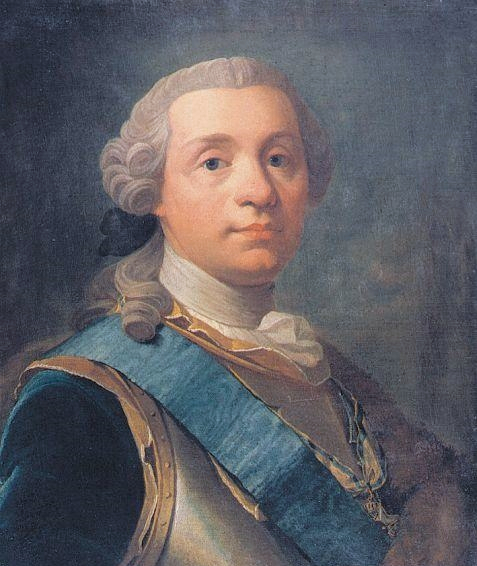
Augustin Ehrensvärd
Arméns flottas uniform m/1779, med Svensksundsskärp, som Gustav III bar efter Slaget vid Svensksund 1790.
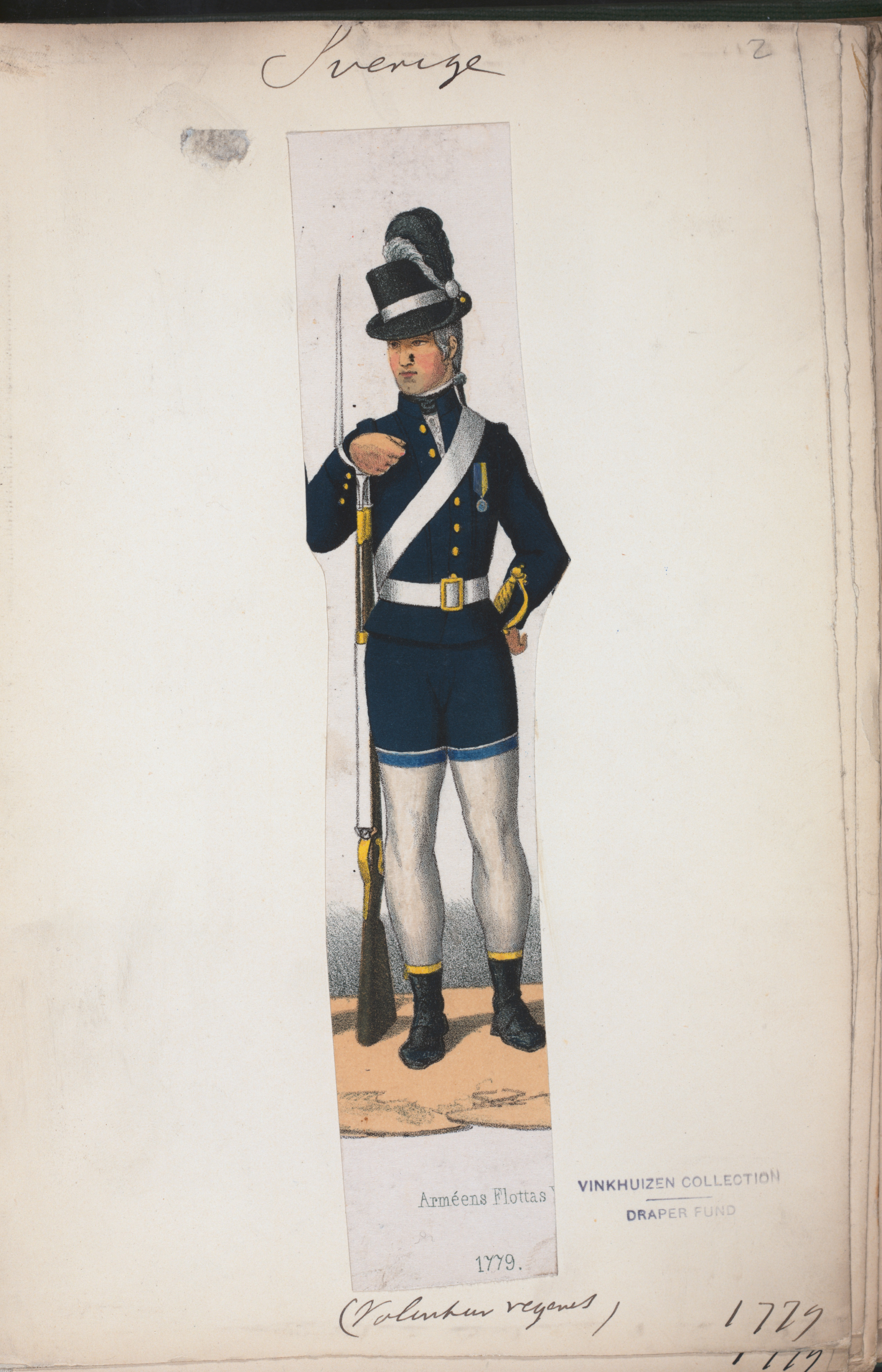
Uniform m/1779 för Arméns flottas volontärregemente
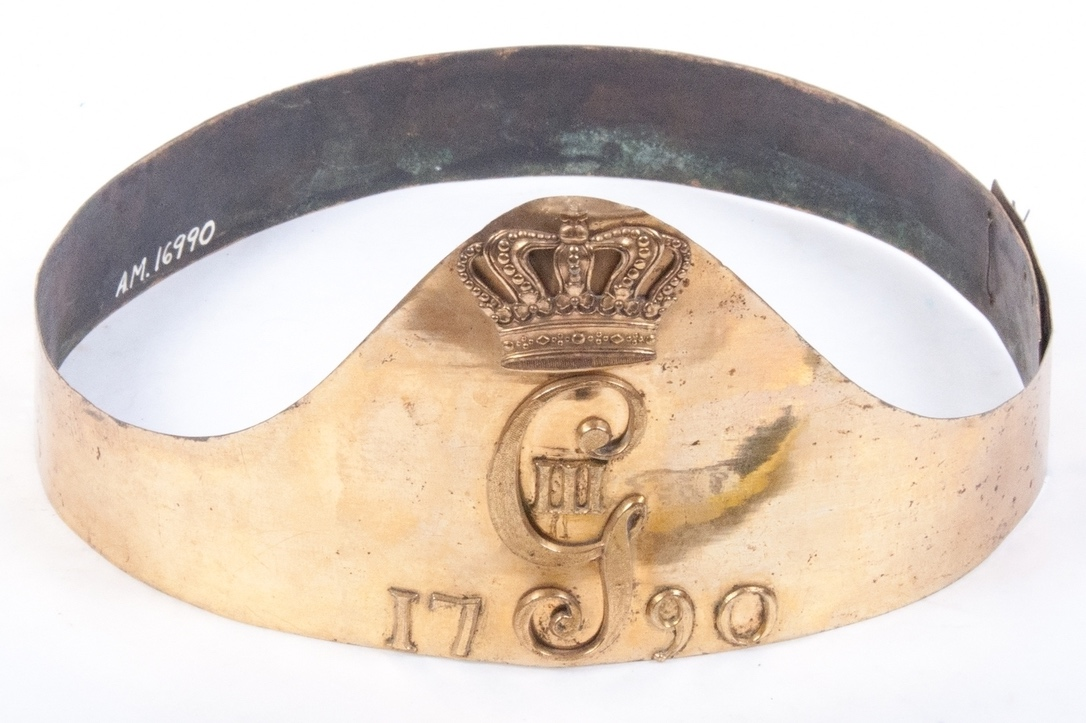
Mössplåten som infördes till uniformen 1790 efter segern vid Svensksund.
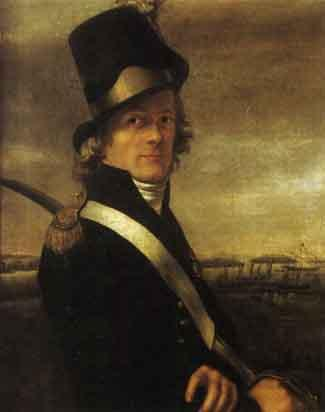
Officer i Arméns flottas uniform, troligen efter 1790 beroende på mössplåten runt hatten.
Uniform m/1792 för Arméns flottas volontärer
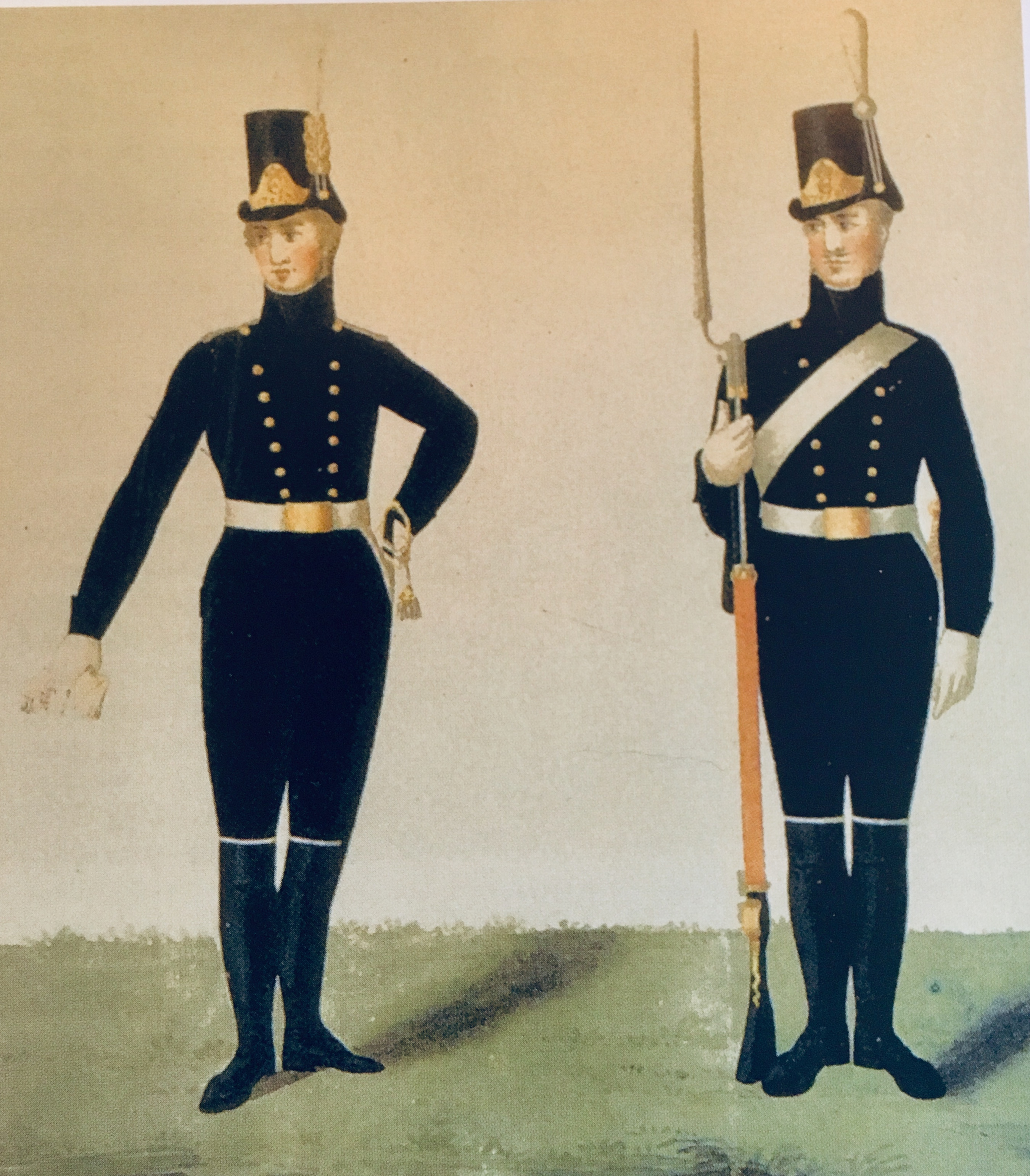
Uniform från ca 1810 för officer (t.v.) och manskap (t.h.) vid Arméns flottas volontärregemente.